# Metallochlora
Metallochlora là một chi bướm đêm thuộc họ Geometridae.